# Distretto di Naogaon
Il distretto di Naogaon è un distretto del Bangladesh situato nella divisione di Rajshahi. Si estende su una superficie di 3435,65 km² e conta una popolazione di 2.600.157 abitanti (censimento 2011).

## Suddivisioni amministrative
Il distretto si suddivide nei seguenti sottodistretti (upazila):
- Atrai
- Badalgachhi
- Dhamoirhat
- Manda
- Mohadevpur
- Naogaon Sadar
- Niamatpur
- Patnitala
- Porsha
- Raninagar
- Sapahar